# Mariakerk (Woquard)
De Mariakerk (Marienkirche) is een protestants kerkgebouw in het Oost-Friese Woquard en een van de drie lutherse kerkgebouwen in de Krummhörn. De kerk werd in de jaren 1789-1790 in rococo-stijl gebouwd.

## Geschiedenis
Reeds in de middeleeuwen stond er in de plaats een eigen kerk, die behoorde tot de proosdij Groothusen in het bisdom Münster. Tijdens de reformatie nam de gemeente eerst de gereformeerde leer aan en beriep een zekere Dirius als eerste protestantse predikant. Graaf Edzard II liet echter in 1578 de calvinistische predikant door een lutherse predikant vervangen. Sindsdien is de kerk van Woquard een luthers kerkgebouw, al bleven veel kerkleden de gereformeerde leer trouw. In het jaar 1712 kwam het tot een groot geschil, toen een lutherse predikant de calvinistische leden zo tegen zich in het harnas wist te jagen, dat hij al in 1713 moest worden overgeplaatst.
Nadat de oude kerk instortte werd onder leiding van Frantzius op de oude warft in de jaren 1789-1790 een nieuw kerkgebouw opgericht. De gemeenteleden moesten zelf de kosten van de bouw dragen. Het ontbrak eerst aan voldoende geld voor de bouw van een toren en het duurde nog 75 jaar voordat deze aangebouwd werd.
In 1967 verwoestte een blikseminslag in de toren zowel de elektrische apparatuur als het orgel van de kerk. Vanaf 1972 werd de kerk een soort filiaalkerk zonder eigen predikant. Dankzij de realisatie van een uitbreidingsplan nam het aantal gemeenteleden echter weer zo snel in aantal toe, dat de kerk de vroegere status als zelfstandige gemeente terug kreeg. Tegenwoordig deelt de gemeente een predikant met Pewsum.

## Beschrijving
De eenvoudige kerk betreft een rechthoekige zaalbouw met grote rondboogramen en een halfronde koorafsluiting. Het kerkgebouw behoort tot de zeldzame Oost-Friese bedehuizen die in de rococo-stijl werd gebouwd. De in 1865 toegevoegde neogotische toren reikt tot een hoogte van 22 meter en is de hoogste toren in de Krümmhörn. In de toren hangt een van de oudste klokken van Oost-Friesland, die nog uit de middeleeuwse kerk stamt. Schattingen dateren de klok op het jaar 1250.

## Interieur
Het interieur wordt door een houten segmentboogplafond afgesloten. De altaarkansel stamt uit de bouwtijd van de kerk.

## Orgel

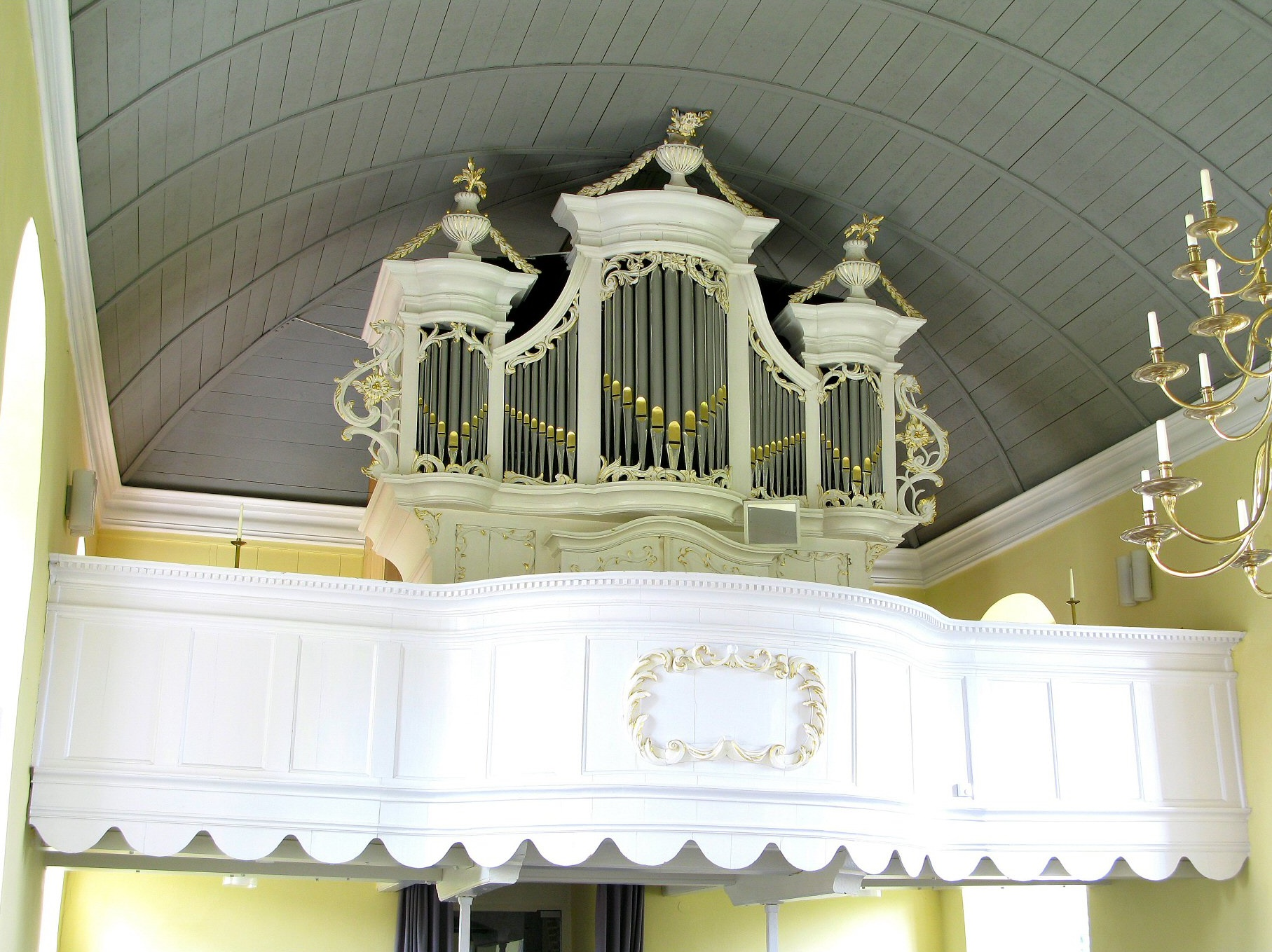
Het orgel in 2007

Het orgel werd in 1804 gebouwd en is het laatste werk van de orgelbouwer Hinrich Just Müller. Het orgelfront toont nog laatbarokke invloeden, terwijl de vazen op de orgelkas reeds verwijzen naar het zich aandienende classicisme. Op de vox humana (Karl Puchar, 1939) na bleven alle oorspronkelijke registers bewaard. Bartelt Immer voerde in de jaren 2005-2006 een restauratie van de instrument uit, dat negen registers telt op één manuaal en aangehangen pedaal. Het orgel heeft de volgende dispositie:
| Manuaal C–f3 |              |    |  |
| 1.           | Principaal   | 8′ |  |
| 2.           | Bourdon      | 8′ |  |
| 3.           | Principaal   | 4′ |  |
| 4.           | Roerfluit    | 4′ |  |
| 5.           | Nassat       | 3′ |  |
| 6.           | Octaaf       | 2′ |  |
| 7.           | Mixtuur IV–V |    |  |
| 8.           | Trompet B/D  | 8′ |  |
| 9.           | Vox Humana   | 8′ |  |
|              | Tremulant    |    |  |

| Pedaal C–d1 |             |
|             | aangehangen |